# Primeiro reinado

## Primeiro Reinado
O Primeiro Reinado é o período da história do Brasil em que Dom Pedro I governou como imperador, de 1822 a 1831, entre a Proclamação da Independência e sua abdicação. Trata-se de um intervalo marcado por intensas disputas políticas, tensões sociais e conflitos que envolveram diferentes grupos sociais e étnicos na construção do Estado nacional.
A independência, proclamada em 7 de setembro de 1822, não foi um processo pacífico nem consensual. Embora tenha sido liderada por Dom Pedro I, envolveu resistências armadas em diversas regiões e mobilização de diferentes atores, como os indígenas, que reivindicavam cidadania e direitos dentro da nova ordem imperial.
Em 1823, foi convocada a Assembleia Constituinte para redigir a primeira constituição do Brasil independente. No entanto, divergências com o imperador — especialmente sobre a distribuição do poder — levaram à sua dissolução em novembro do mesmo ano. A Constituição de 1824 foi então outorgada pelo imperador, consolidando o Poder Moderador, que lhe dava supremacia sobre os demais poderes e centralizava a autoridade imperial. Essa centralização do poder provocou reações em várias regiões, como na Confederação do Equador (1824). Além disso, a atuação dos Conselhos Gerais de Província e das Câmaras Municipais revela uma intensa negociação entre o centro e as esferas locais de poder, contrariando a ideia de um Estado completamente centralizado desde o início.
No plano externo, o império enfrentou a Guerra da Cisplatina (1825–1828), um conflito com as Províncias Unidas do Rio da Prata pelo controle da Província Cisplatina. O desfecho — a independência da região e a criação do Uruguai — representou um fracasso político e militar que desgastou o governo e expôs as fragilidades do projeto imperial brasileiro em sua tentativa de expansão territorial.
Internamente, o assassinato do jornalista Líbero Badaró, crítico do imperador, em 1830, foi interpretado como um símbolo do autoritarismo e da falta de liberdade de expressão, intensificando os protestos. O episódio revelou a crescente oposição à figura de Dom Pedro, cuja impopularidade se agravava em meio à crise econômica e à instabilidade política. O imperador passou a ser hostilizado em viagens públicas, como em Minas Gerais, ao passo que seus apoiadores portugueses geraram novas tensões com a população local.
Em abril de 1831, pressionado pela perda de apoio entre as elites políticas, militares e econômicas, Dom Pedro I abdicou do trono em favor de seu filho Pedro de Alcântara, que ainda era criança, iniciando-se assim o Período Regencial. O Primeiro Reinado não foi apenas uma etapa de consolidação da independência, mas um momento de redefinições profundas sobre a cidadania, a centralização do poder e os rumos do novo Estado imperial, com disputas constantes entre projetos concorrentes de nação.

## Independência do Brasil

Independência ou Morte mais conhecido com O Grito do Ipiranga, de Pedro Américo (óleo sobre tela - 1888).

Após Napoleão Bonaparte declarar guerra aos países aliados da Inglaterra, ele mandou invadir Portugal, que se recusou a atender às imposições francesas dito o desrespeito ao bloqueio continental, antes do momento que decretava a não-relação comercial entre os países da Europa com a Inglaterra. Por este motivo, a coroa britânica financiou a ida da Família Real Portuguesa para o Rio de Janeiro, no ano de 1808. Após alguns anos de vivência nos bastidores da capital colonial, D. João VI elevou-se a rei do país. Assim, foi fundado, a 16 de dezembro de 1815 o Reino Unido de Portugal, Brasil e Algarves. Rio de Janeiro foi nomeada capital do Reino Unido.
Sob este novo status político, o Brasil gozou de algumas condições não vistas antes, como a instalação de algumas pequenas indústrias no Rio de Janeiro e o comércio com outros países, fora Portugal - principalmente a Inglaterra. A Inglaterra, aliás, teve grandes benefícios com a mudança política, pois não precisaria esperar as mercadorias brasileiras (matérias-primas, ouro, minérios) passarem primeiro por Portugal. E, depois, por ter ajudado a coroa portuguesa, os ingleses tinham tarifas preferenciais de importação de produtos brasileiros com a assinatura do Tratado de Comércio e Navegação (1810) e o Tratado de Aliança e Amizade (1810), pagavam 15% de impostos, os portugueses pagavam 16%, e o resto dos países europeus 24% de imposto.

### Revolução do Porto
Porém, problemas surgiram em 1820, quando a população portuguesa exigiu o retorno de D. João VI a Lisboa, pois Napoleão já havia sido deposto na França. A Revolução do Porto estourou em 24 de agosto do mesmo ano, inicialmente na cidade de Porto e, em seguida, para o resto das metrópoles portuguesas. Apesar de conseguir adiar por alguns meses da hora a insatisfação dos portugueses, D. João VI se viu obrigado a voltar a Lisboa no ano de 1822.

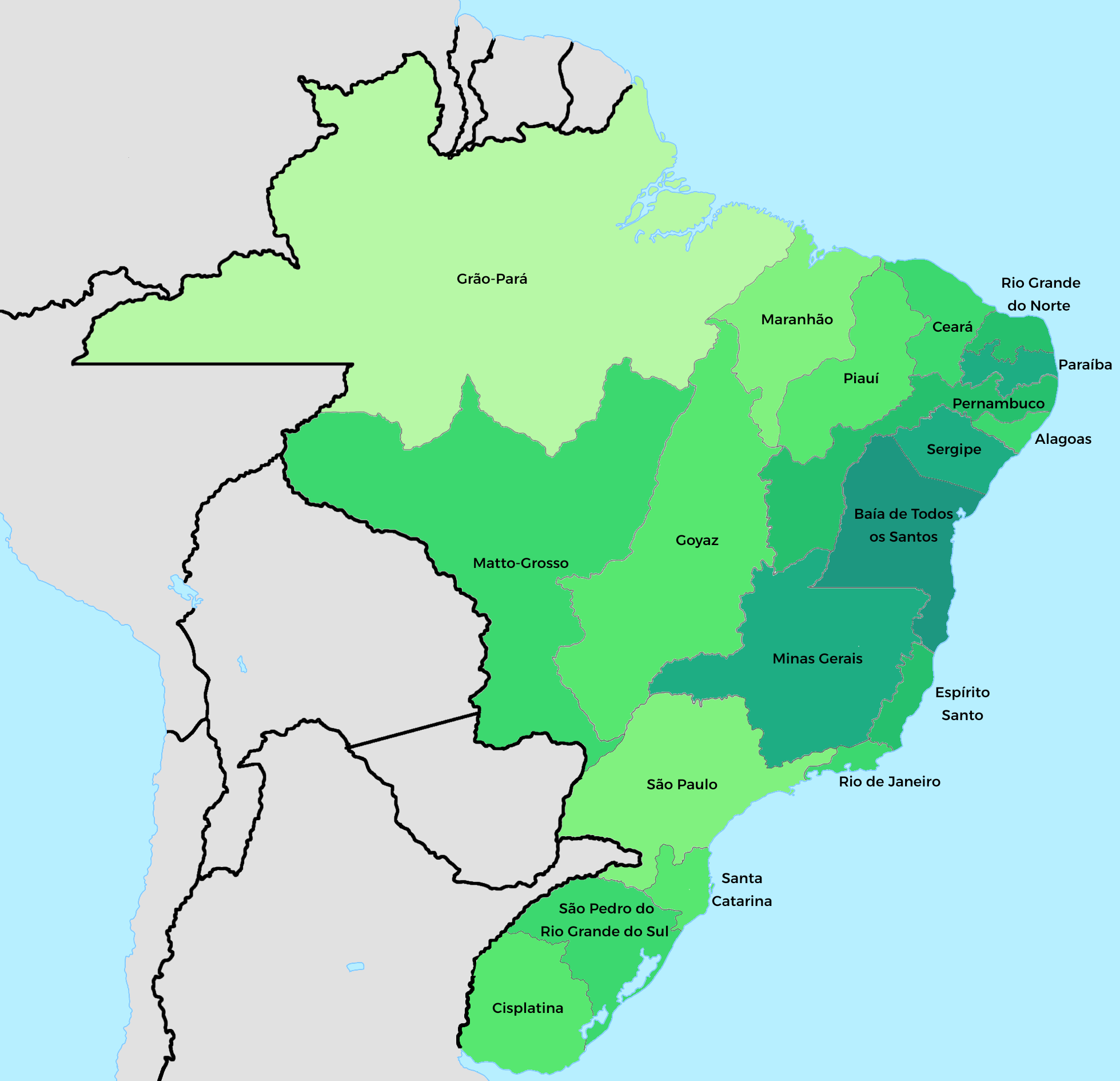
Províncias brasileiras na época da independência

### Convenção de Beberibe
Pernambuco foi a primeira província brasileira a se separar do Reino de Portugal, onze meses antes da proclamação da Independência do Brasil pelo Príncipe Dom Pedro de Orleans e Bragança. No dia 29 de agosto de 1821, teve início um movimento armado contra o governo do capitão general Luís do Rego Barreto — o algoz da Revolução Pernambucana —, culminando com a formação da Junta de Goiana, tornando-se vitorioso com a rendição das tropas portuguesas em capitulação assinada a 5 de outubro do mesmo ano, quando da Convenção de Beberibe, responsável pela expulsão dos exércitos portugueses do território pernambucano. O Movimento Constitucionalista de 1821 é considerado o primeiro episódio da Independência do Brasil.

### Dia do Fico
Pedro de Bourbon e Bragança se negou a ir a Portugal, ficando no Brasil. "Se é para o bem de todos e felicidade geral da nação, está declarado: diga ao povo que Fico", disse. A D. João VI foi obrigada a realização do juramento à constituição e a reinstauração da situação de colônia para o Brasil. O povo brasileiro, de todas as classes sociais, foi contra a perda da situação a que o Brasil ascendeu, ao conseguirem cerca de 9000 assinaturas convenceram D. Pedro I a proclamar a Independência do Brasil no dia de 7 de setembro de 1822.

### Guerras da independência
D. Pedro, agora Imperador Dom Pedro I , buscou retirar possíveis focos de resistência portuguesa dentro do território brasileiro. Encontrou ferrenha oposição nas províncias de Maranhão, Bahia, Pará e Piauí sem contar tropas portuguesas que ainda estavam instaladas no Rio de Janeiro e em outras cidades brasileiras. Assim, D. Pedro I contratou alguns militares europeus, a maioria ingleses e franceses. Comandados pelo marechal britânico Thomas Cochrane, os soldados brasileiros e mercenários contratados conseguiram retirar a resistência. Thomas Cochrane chegou a dissipar a resistência maranhense com apenas um navio de guerra.
Aclamado primeiro imperador do país em 12 de outubro de 1822, D. Pedro I enfrentou a resistência de tropas portuguesas. Ao vencê-las, em meados de 1823, consolidou sua liderança. Seu primeiro grande ato político foi a convocação da Assembleia Constituinte, eleita no início de 1823. Foi também seu primeiro fracasso: dada a uma forte divergência entre os deputados e o soberano, que exigia poder pessoal superior ao do Poder Legislativo e ao do Poder Judiciário, a assembleia foi dissolvida em novembro.

## Primeiro reinado do Brasil

Bandeira do primeiro reinado do Brasil

### Constituição imperial
Dissensões levaram D. Pedro I a dissolver a Assembleia Geral Constituinte ainda em 1823, a que se seguiu a outorga do texto constitucional de 1824.

#### Constituinte de 1823 a 1824
Em 3 de março de 1823, a Assembleia Geral Constituinte e Legislativa do Império do Brasil iniciou sua legislatura com o intuito de realizar a primeira constituição política do país. No mesmo dia, Dom Pedro I discursou para os deputados reunidos, deixando clara a razão de ter afirmado durante sua coroação no final do ano anterior que a constituição deveria ser digna do Brasil e de si (frase esta que fora ideia de José Bonifácio e não do imperador):
Como imperador constitucional, e muito especialmente como Defensor Perpétuo deste Império, disse ao povo no dia 1 de dezembro do ano próximo passado, em que fui coroado e sagrado – que com a minha espada defenderia a Pátria, Nação e a Constituição, se fosse digna do Brasil e de mim…, uma constituição em que os três poderes sejam bem divididos… uma constituição que, pondo barreiras inacessíveis ao despotismo quer real, aristocrático, quer democrático, afugente a anarquia e plante a árvore da liberdade a cuja sombra deve crescer a união, tranquilidade e independência deste Império, que será o assombro do mundo novo e velho. Todas as constituições, que à maneira de 1791 e 1792 têm estabelecido suas bases, e se têm querido organizar, a experiência nos tem mostrado que são totalmente teóricas e metafísicas, e por isso inexequíveis: assim o prova a França, a Espanha e, ultimamente, Portugal. Elas não tem feito, como deviam, a felicidade geral, mas sim, depois de uma licenciosa liberdade, vemos que em uns países já aparecem, e em outros ainda não tarda a aparecer, o despotismo  em um, depois de ter sido exercido por muitos, sendo consequência necessária ficarem os povos reduzidos à triste situação de presenciarem e sofrerem todos os horrores da anarquia.

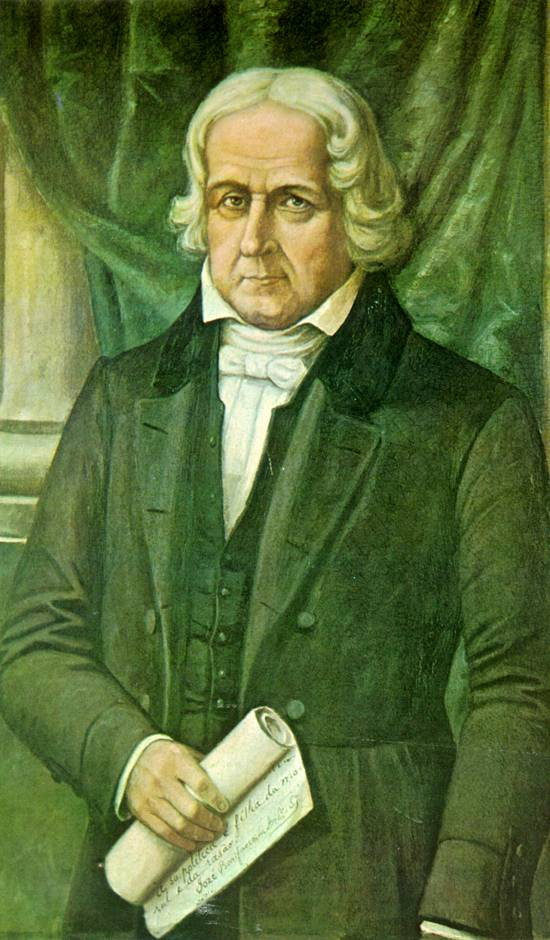
José Bonifácio liderava um dos grupos da Assembleia Constituinte de 1823.

Dom Pedro lembrou aos deputados em seu discurso que a constituição deveria impedir eventuais abusos não somente por parte do monarca, mas também por parte da classe política e da própria população. Para tanto, seria necessário evitar implantar no país leis que na prática seriam desrespeitadas. A assembleia num primeiro momento se prontificou a aceitar o pedido do imperador, mas alguns deputados se sentiram incomodados com o discurso de dom Pedro. Um deles, o deputado por Pernambuco Andrade de Lima, manifestou claramente seu descontentamento, alegando que a frase do monarca fora por demais ambígua. Os deputados que se encontravam na constituinte eram em sua grande maioria liberais moderados, reunindo "o que havia de melhor e de mais representativo no Brasil". Foram eleitos de maneira indireta e por voto censitário e não pertenciam a partidos, que ainda não existiam no país. Havia, contudo, facções entre os mesmos, sendo três discerníveis: os "bonifácios", que eram liderados por José Bonifácio e defendiam a existência de uma monarquia forte, mas constitucional e centralizada, para assim evitar a possibilidade de fragmentação do país, e pretendiam abolir o tráfico de escravos e a escravidão, realizar uma reforma agrária e de desenvolver econômicamente o país livre de empréstimos estrangeiros. Os "portugueses absolutistas", que compreendiam não apenas lusitanos, mas também brasileiros e defendiam uma monarquia absoluta e centralizada, além da manutenção de seus privilégios econômicos e sociais. E por último, os "liberais federalistas", que contavam em seus quadros com portugueses e brasileiros, e que pregavam uma monarquia meramente figurativa e descentralizada, se possível federal, em conjunto com a manutenção da escravidão, além de combaterem com veemência os projetos dos bonifácios. Ideologicamente, o imperador se identificava com os bonifácios tanto em relação aos projetos sociais e econômicos, quanto em relação aos políticos, pois não tinha interesse nem em atuar como um monarca absoluto e muito menos em servir como "uma figura de papelão no governo".

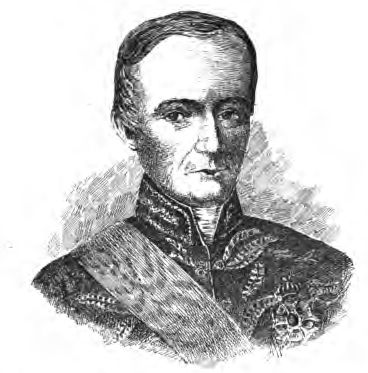
Andrada Machado e Silva, irmão de José Bonifácio, foi o autor do primeiro projeto para uma constituição brasileira, após ser libertado da prisão por sua participação na Revolução Pernambucana.

O esboço da constituição de 1823 foi escrito por Andrada Machado, sob forte influência das constituições francesa e norueguesa. Em seguida foi remetido à constituinte, onde os deputados iniciaram os trabalhos para a realização da carta. Existiam diversas diferenças entre o projeto de 1823 e a posterior constituição de 1824. Na questão do federalismo, era centralizadora, pois dividia o país em comarcas, que são divisões meramente judiciais e não administrativas. As qualificações para eleitor eram muito mais restritivas que a constituição de 1824. Definia também que seriam considerados cidadãos brasileiros somente os homens livres no Brasil, e não os escravos que eventualmente viessem a serem libertados, diferentemente da constituição de 1824. Era prevista a separação dos três poderes, sendo o executivo delegado ao imperador, mas a responsabilidade por seus atos recairia sobre os ministros de Estado. A constituinte optou também pela inclusão do veto suspensivo por parte do imperador (assim como a de 1824), que poderia inclusive vetar se assim o desejasse o próprio projeto de constituição. Entretanto, mudanças nos rumos políticos levaram os deputados a proporem tornar o monarca uma figura meramente simbólica, completamente subordinado à assembleia. Este fato, seguido pela aprovação de um projeto em 12 de junho de 1823 pelo qual as leis criadas pelo órgão dispensariam a sanção do monarca levou dom Pedro I a entrar em choque com a constituinte.
Além da disputa entre o imperador e a assembleia, havia uma outra que concorreu para dissolução da constituinte. Desde o início dos trabalhos legislativos os liberais federalistas tinham como principal intuito derrubar o ministério presidido por José Bonifácio a qualquer custo e se vingar pelas perseguições que sofreram durante a Bonifácia ocorrida no ano anterior. Os portugueses absolutistas, por outro lado, viram seus interesses feridos quando José Bonifácio emitiu os decretos de 12 de novembro de 1822 e 11 de dezembro de 1822, onde no primeiro eliminava os privilégios dos lusitanos e no segundo sequestrava os bens, mercadorias e imóveis pertencentes aos mesmos que tivessem apoiado Portugal durante a independência brasileira. Apesar das diferenças, os portugueses e os liberais se aliaram com o objetivo de retirar do poder o inimigo comum. Os liberais e portugueses aliciaram os:
[…]"desafetos dos Andradas, cujo valimento junto ao imperador açulava muitas invejas e cuja altaneira, por vezes grosseira, suscetibilizava muitos melindres e feria muitas vaidades. Duros para com os adversários, os Andradas tinham suscitado fartura de inimigos no prestígio conquistado pela sua superioridade intelectual e pela sua honestidade. Os descontentes uniram-se para derrubá-los e na aliança se confundiram moderados com exaltados".

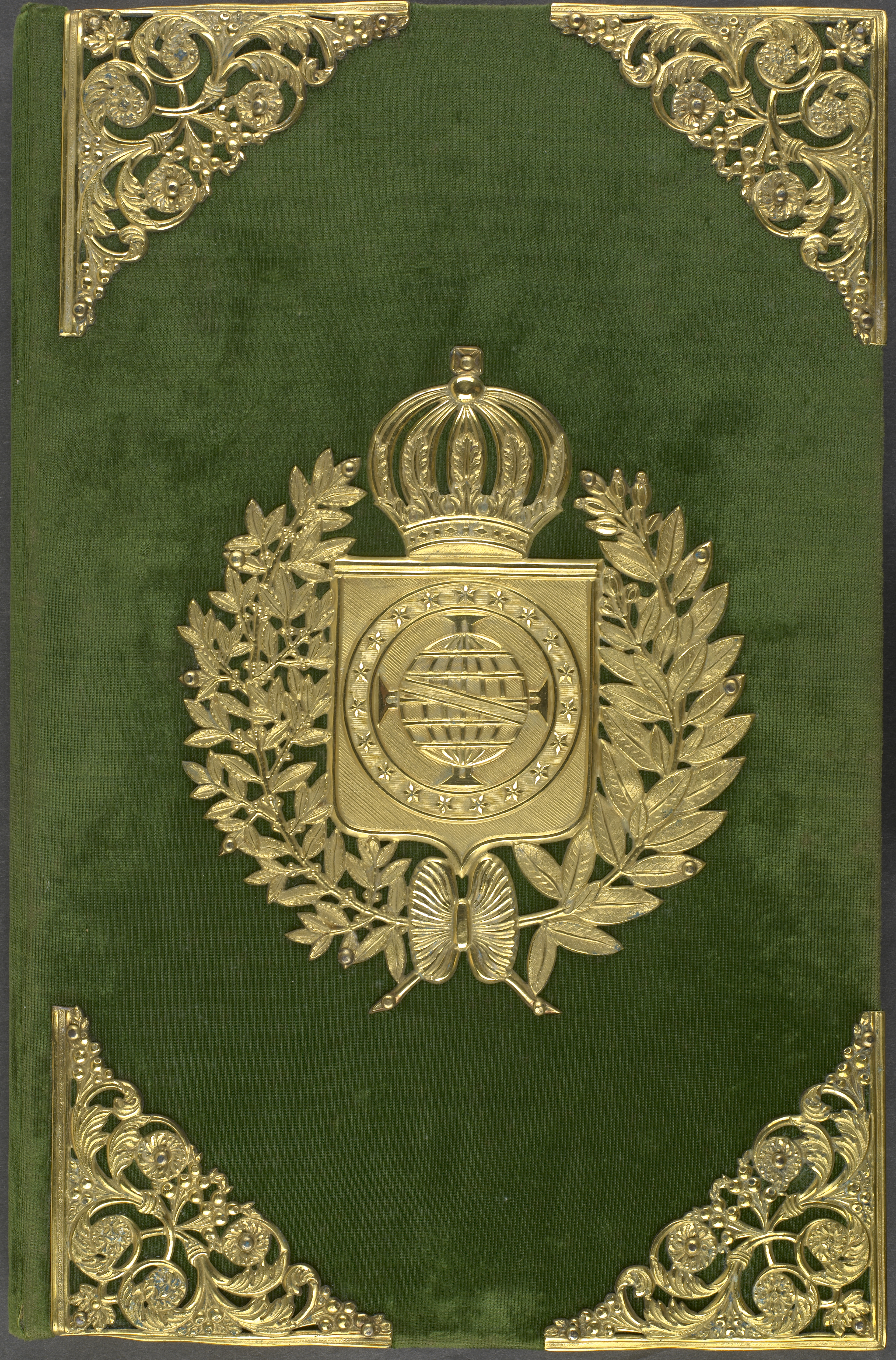
Constituição de 1824. Documento sob guarda do Arquivo Nacional.

As duas facções aliadas arregimentaram os amigos íntimos do imperador para o seu lado, que logo trataram de envenenar a amizade do monarca com o seu grande amigo, José Bonifácio. Vendo a maior parte da assembleia abertamente descontente com o ministério Andrada e influenciado por seus amigos, que se identificavam com os interesses dos portugueses, dom Pedro I demitiu os ministros de Estado. Iniciou-se então uma guerra de ataques entre os jornais do país, que defendiam uma ou outra facção política. A aliança entre os liberais e portugueses foi efêmera. Logo que o ministério Andrada foi demitido, os dois grupos voltaram-se um contra o outro. Para o monarca qualquer relação com os liberais seria inadmissível, pois sabia muito bem de suas intenções em transformá-lo numa figura meramente decorativa. Os ataques contra os portugueses em geral e até mesmo contra dom Pedro por parte dos jornais e deputados a favor dos Andradas levou o imperador a se aproximar dos portugueses.
A crise tornou-se ainda mais séria quando um episódio que normalmente seria completamente ignorado acabou por ser utilizado para fins políticos. Um boticário nascido no Brasil, que também praticava o jornalismo, sofreu agressões físicas por parte de dois oficiais lusitanos que erroneamente acreditavam que ele tivesse sido o autor de artigo injurioso. Os Andradas aproveitaram a oportunidade para alegar que a agressão sofrida pelo boticário fora na realidade um atentado contra a honra do Brasil e do povo brasileiro. Antônio Carlos de Andrada e Martim Francisco de Andrada foram levados sobre os ombros de uma multidão e seguiu-se uma onda de xenofobia antilusitana que acirrou ainda mais os ânimos. A tudo dom Pedro assistiu da janela do Paço Imperial que se encontrava ao lado da "Cadeia Velha", nome do local onde estava se realizando a Constituinte. O imperador ordenou que o Exército se preparasse para um conflito. Dom Pedro I detinha a fidelidade da oficialidade, que se sentira agredida pelos insultos direcionados a si e ao imperador pelos jornais aliados aos Andradas e exigia uma punição aos mesmos. Os deputados demonstraram apreensão e exigiram respostas sobre a razão da reunião de tropas em São Cristóvão. O ministro do Império, Vilela Barbosa, representando o governo, dirigiu-se à assembleia demandando que se processassem os irmãos Andradas pelos supostos abusos que cometeram. Os deputados reunidos debateram sobre a proposta do governo e permaneceram em sessão durante a madrugada. Mas no dia seguinte quando Vilela Barbosa retornou à assembleia para dar explicações sobre a reunião das tropas, alguns deputados gritaram exigindo que dom Pedro I fosse declarado "fora-da-lei". O imperador ao saber disto, antes mesmo que o ministro do império retornasse da assembleia, assinou o decreto dissolvendo a constituinte. Sobre o episódio, Oliveira Lima afirmou que:
"A madrugada da ‘noite de agonia’ não iluminou todavia martírio algum. Os deputados que se tinham declarado prontos a cair varados pelas baionetas imperiais, voltaram tranquilamente para suas habitações, sem que os soldados os incomodassem. Seis tão-somente foram deportados para a França, entre eles os três Andradas".
Os portugueses propuseram a dom Pedro I que enviasse os irmãos Andradas para Portugal pois lá muito provavelmente seriam condenados a morte por suas participações na independência brasileira. Pediram apenas o seu consentimento. "Não! Não consinto porque é uma perfídia [deslealdade]", respondeu o monarca. Apreensivo quanto à possibilidade de se tornar uma figura nula no governo do país e diante das disputas por parte dos deputados, Dom Pedro I tomou a decisão de dissolver a Constituinte.

#### Outorgação da constituição brasileira

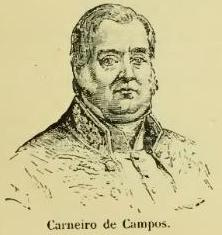
José Joaquim Carneiro de Campos, o principal autor da nova constituição.

Tendo dissolvido a Assembleia Constituinte, o imperador encarregou o Conselho de Estado criado em 13 de novembro de 1823 de redigir um novo projeto de Constituição que estaria finalizado em apenas quinze dias. Era um "conselho de notáveis" formado por juristas renomados, sendo todos brasileiros natos. O grupo incluía Carneiro de Campos, principal autor da nova constituição além de Villela Barbosa, Maciel da Costa, Nogueira da Gama, Carvalho e Mello, dentre outros. O Conselho de Estado utilizou como base o projeto da Constituinte e assim que terminou, enviou uma cópia da nova constituição para todas as câmaras municipais. Esperava-se que a constituição servisse como um projeto para uma nova Assembleia Constituinte. Contudo, as câmaras municipais sugeriram ao imperador que se adotasse "imediatamente" o projeto como a constituição brasileira. Em seguida, as câmaras municipais, compostas por vereadores eleitos pelo povo brasileiro como seus representantes, votaram a favor por sua adoção como a Constituição do Brasil independente. Pouquíssimas câmaras fizeram qualquer tipo de observação à constituição e praticamente nenhuma fez alguma reserva. A primeira constituição brasileira foi então outorgada por dom Pedro I e solenemente jurada na Catedral do Império, no dia 25 de março de 1824.
A carta constitucional outorgada em 1824 foi influenciada pelas constituições francesa de 1791 e espanhola de 1812. Era um "belo documento de liberalismo do tipo francês", com um sistema representativo baseado na teoria da soberania nacional. A forma de governo era a monárquica, hereditária, constitucional e representativa, sendo o país dividido formalmente em províncias e o poder político estava dividido em quatro, conforme a filosofia liberal das teorias da separação dos poderes e de Benjamin Constant. A constituição era uma das mais liberais que existiam em sua época, até mesmo superando as europeias. Fora mais liberal, em diversos pontos, e menos centralizadora que o projeto da constituinte, revelando que os "constituintes do primeiro reinado que estavam perfeitamente atualizados com as ideias da época". Apesar da constituição prever a possibilidade de liberdade religiosa somente em âmbito doméstico, na prática, ela era total. Tanto os protestantes, como judeus e seguidores de outras religiões mantiveram seus templos religiosos e a mais completa liberdade de culto. Continha uma inovação, que era o Poder Moderador, cujo surgimento na letra da lei fora atribuída a Martim Francisco de Andrada, um grande admirador de Benjamin Constant. Este poder serviria para "resolver impasses e assegurar o funcionamento do governo". A separação entre o Poder Executivo e Moderador surgiu a partir da prática no sistema monárquico-parlamentarista britânico.
Havia na constituição "algumas das melhores possibilidades da revolução liberal que andava pelo ocidente – as que iriam frutificar, embora imperfeitamente, no reinado de D. Pedro II".
Isabel Lustosa diz que segundo [Neill] Macaulay, ele proporcionou uma Carta invulgar, sob a qual o Brasil salvaguardou por mais de 65 anos os direitos básicos dos cidadãos de maneira melhor ‘do que qualquer outra nação do hemisfério ocidental, com a possível exceção dos Estados Unidos’". De acordo com João de Scantimburgo:
"D. Pedro e os seus constituintes tiveram o bom senso de escolher o melhor regime para a nação tropical, que se emancipava na América, sem copiar os Estados Unidos já consolidados, e as nações hispano-americanas retaliadas por tropelias sem fim, pelo revezamento de breves períodos democráticos e ditaduras caudilhescas".

### Estrutura político-eleitoral no império
Na constituição de 1824 foram definidas as primeiras regras do sistema eleitoral brasileiro. Foi criada a Assembleia Geral, órgão máximo do poder Legislativo nacional, composta pelo Senado e pela Câmara dos Deputados, cujos integrantes eram escolhidos pelo voto dos cidadãos.
As eleições no império, antes da reforma de 1881, eram indiretas, isto é, o pleito se dava em dois graus. No primeiro grau, exercido pelos eleitores de paróquia, votavam os cidadãos de, no mínimo, 25 anos de idade e 100 mil réis de renda anual, e eram escolhidos os eleitores de segundo grau. Esses, também conhecidos como eleitores de província, elegiam os deputados. Os senadores eram eleitos pelo imperador.
O voto não era obrigatório para os cidadãos, mas censitário. Isto é, o eleitor de primeiro grau era definido de acordo com suas posses econômicas, deveria possuir renda anual mínima de 100 mil réis. Os trabalhadores assalariados em geral, os soldados, as mulheres, os índios e os menores de 25 anos eram excluídos da vida política nacional. Por isso, as eleições brasileiras tinham uma tendência concentradora, e o sufrágio ativo era um direito limitado a poucos cidadãos, por causa da eleição censitária, que restringia o eleitorado aos cidadãos mais ricos. E, no final do império, por exemplo, apenas 1,5% da população brasileira tinha direito ao voto. Tal tendência concentradora acontecia tanto nas eleições federais como nas municipais.
Outra importante característica do sistema eleitoral brasileiro durante o império foi a proximidade entre o estado e a religião, o chamado padroado. A Igreja Católica, declarada religião oficial do Brasil, tinha elevada influência sobre as relações políticas nacionais. Tal influência se refletia na exigência legal, por parte dos candidatos a cargos políticos, de seguir o catolicismo, assim como na realização das eleições dentro das igrejas. Além disso, uma boa porcentagem dos políticos eleitos no Brasil nessa época era de origem sacerdotal, uma vez que eram os padres que faziam o recrutamento dos eleitores e a organização do pleito era realizada por padres. Os clérigos receberiam renda do Império, equiparando-se a funcionários públicos. Todas as decisões tomadas pela Igreja deveriam passar pelo crivo do imperador.

## Declínio e fim do primeiro reinado

### Confederação do Equador e Guerra Cisplatina

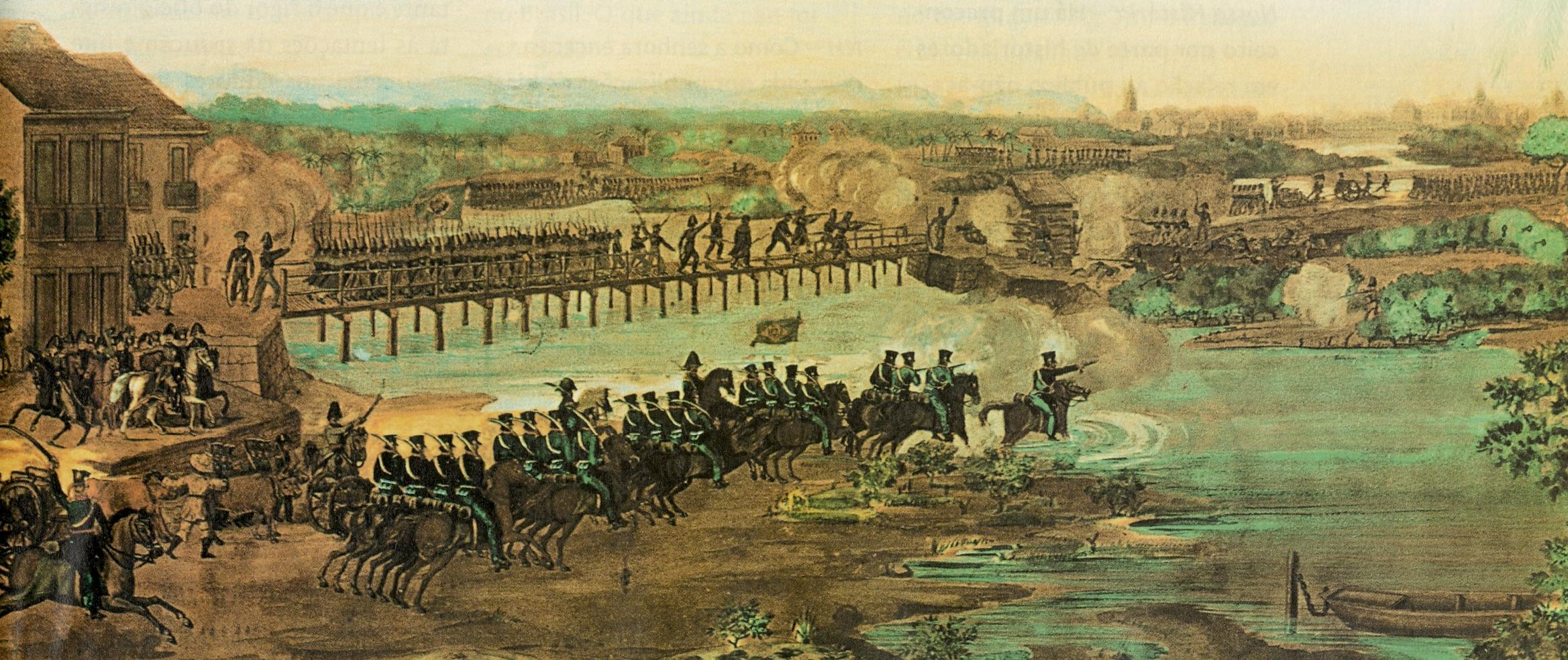
Exército do Império do Brasil ataca as forças confederadas no Recife, em 1824, no contexto da Confederação do Equador.

As forças políticas das províncias do Nordeste, lideradas por Pernambuco, se rebelaram contra o governo e a constituição, pois dava muitos poderes ao soberano. Pregavam uma república livre da coroa, com capital Recife, que se chamaria Confederação do Equador. O movimento foi reprimido com extrema violência pelas tropas imperiais. Apesar da constituição de 1824 determinar que o regime vigente fosse liberal, D. Pedro I impunha sua vontade com firmeza, gerando um crescente conflito com os liberais que começaram a identificá-lo como um governante ditatorial e autoritário.
Um dos mais graves problemas do primeiro reinado foi a Guerra da Cisplatina, quando uruguaios apoiados pelo governo argentino ocuparam toda a Província Cisplatina e um governo provisório uruguaio decidiu a incorporação da Cisplatina à República das Províncias Unidas do Rio da Prata.
Em razão da Guerra da Cisplatina (1825-1828), houve a perda da Província Cisplatina e a consequente independência com o nome de República Oriental do Uruguai, agravando assim, e muito, os problemas de D. Pedro I, pois, além das crises políticas, havia a crise econômica, gerada pela recuperação da exportação e produção do açúcar pelas colônias espanholas com sua recente independência e normalização da exportação.
Outro fato que gerou descontentamento geral foi a desenfreada emissão de papel-moeda por D. Pedro visando sanar os déficits surgidos com a derrota na Guerra da Cisplatina. Em decorrência desta política econômica desastrosa, surgiu a inflação, diminuindo o poder aquisitivo das camadas mais pobres da população. Somado a isso, havia a saída das reservas monetárias, anteriormente depositadas no Banco do Brasil, levadas para Portugal quando do retorno de D. João VI.

### Abdicação do trono português

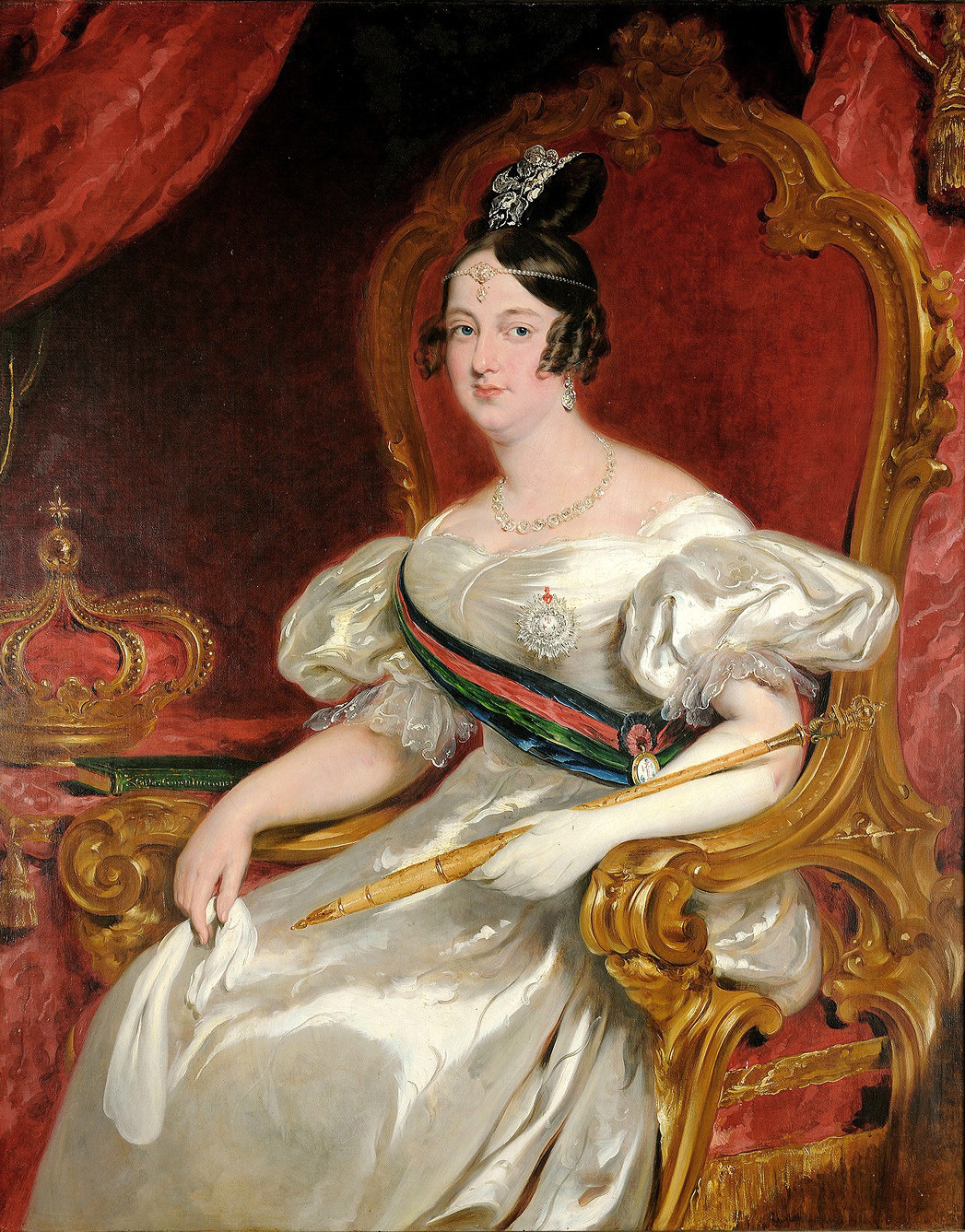
Em 1826, D. Pedro abdicou do trono português em favor de sua filha, Maria II, e retornou a Portugal

Seguindo a política da constituição portuguesa de então, e aproveitando-se da fragilidade do Brasil após a Guerra da Cisplatina, D. João VI e a ala absolutista de seu ministério procuram reaver o território brasileiro em meados de 1825. Na iminência de uma guerra, D. João VI decide por nomear Pedro seu sucessor em Portugal, ignorando a deserção que ele mesmo impôs ao filho devido à sua rebeldia e aos acontecimentos de 1822—negociação essa acompanhada à distância pelo governo inglês. Habilmente, Pedro I aceita a proposta e retorna a Portugal para finalmente sagrar-se Pedro IV de Portugal em maio de 1826, após a abdicação de seu pai. Contudo, vista a constituição brasileira recém-aprovada, era proibido ao imperador brasileiro deter paralelamente o título de regente de Portugal. Assim, apenas um mês depois de coroado rei português, Pedro abdica ao trono, todavia garantido a sucessão à sua primogênita, D. Maria II, que momentaneamente não assumiria devido à sua idade, e entregando a regência do reino português a D. Miguel I. Pedro retorna ao Brasil, onde enfrentaria uma conjuntura política cada vez mais desfavorável a si.

#### Situação em Portugal
Entretanto, D. Miguel, irmão de D. Pedro I, fez-se proclamar rei em lugar da filha do imperador brasileiro. Todos esses problemas, que ocasionaram uma sucessiva substituição de ministros e portugueses em 13 e 14 de março de 1831. Assim em 7 de abril, depois de uma grande manifestação popular no Rio de Janeiro, ocorria a abdicação de D. Pedro I e o trono brasileiro passava a seu filho de cinco anos, Pedro de Alcântara.

### Crise
A opinião pública começou a reagir contra o imperador, entre outras razões pela morte de D. João VI em 1826, sendo D. Pedro I o legítimo herdeiro do trono português. Após a morte do pai, Pedro envolveu-se crescentemente na questão sucessória em Portugal. Para os portugueses, era o herdeiro da Coroa. Para os brasileiros, o imperador não deveria ter vínculos com a antiga metrópole pois, ao proclamar a Independência, havia renunciado à herança lusitana. Depois de muita discussão, o imperador formalizou sua renúncia e abdicou do trono de Portugal em favor de sua filha mais velha, Maria da Glória.
Apesar de ter renunciado ao trono de Portugal em favor da filha, a oposição liberal brasileira continuou pressionando-o, principalmente diante do envolvimento do imperador, no plano externo, com os problemas advindos dessa sucessão. A situação agravou-se, no plano externo, com a perda da Província Cisplatina (1828).
No plano interno, o imperador passou a enfrentar diversos problemas, tais como as dificuldades financeiras advindas da falência do primeiro Banco do Brasil (1829) e a inflação ocasionada pela elevação dos preços dos alimentos, a situação familiar do imperador após o falecimento de sua primeira esposa, Imperatriz Dª. Maria Leopoldina (1826), diante do envolvimento com a sua amante a Marquesa de Santos, o assassinato do jornalista Líbero Badaró em São Paulo (1830), executado por policiais ligados ao império (Dom Pedro foi responsabilizado pela morte), e o constante apoio pedido pelo governante aos burocratas e militares do setor português, gerando conflitos entre portugueses e brasileiros.
D. Pedro I procurou então apoio nos setores portugueses que instalara no Brasil na burocracia civil-militar e no comércio das principais cidades. Com a sua imagem cada vez mais desgastada perante a opinião pública brasileira, as manifestações de protesto eram reprimidas com violência.

## Abdicação do trono brasileiro

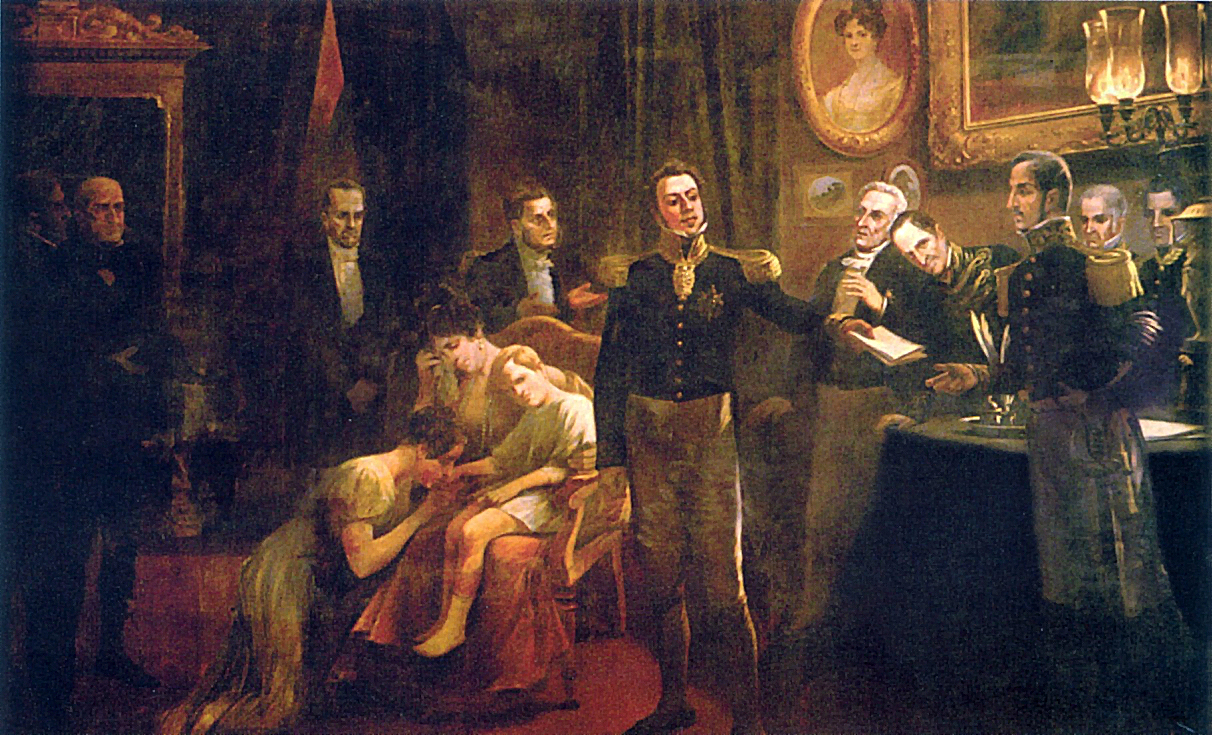
D. Pedro I entrega sua carta de abdicação ao Major Frias.

Uma tentativa de recuperar prestígio político foi frustrada pela má recepção em uma visita a Minas Gerais - foi a última. A intenção era obter um acordo com os políticos da província, mas foi recebido com frieza já que havia setores da elite mineira que o ligavam ao assassinato do jornalista.
Numa tentativa de conciliar novamente o seu governo com a opinião pública, D. Pedro I nomeou um novo ministério com pessoas aceitas pelos liberais. Porém, a oposição não aceitou a manobra, e continuou a pressioná-lo. O ministério assim formado foi destituído e constituído um novo com portugueses de tendências absolutistas. Os soldados brasileiros aquartelados no bairro de São Cristóvão e o povo reagiu formando uma oposição implacável, culminando com o cerco ao palácio imperial pela população. Não houve resistência, pois poderia ocasionar uma guerra civil.
Revoltados, os portugueses instalados no Rio de Janeiro promoveram uma manifestação pública em desagravo que desencadeou a retaliação dos setores antilusitanos, havendo tumultos e conflitos de rua. Irado, o imperador prometeu castigos, mas lhe faltava sustentação política.
A 7 de abril de 1831, D. Pedro I renunciou ao império, deixando o país nas mãos de seu primogênito, D. Pedro II, que na época tinha 5 anos. D. Pedro I nomeou José Bonifácio de Andrada e Silva como tutor de seus filhos menores, e seguiu para Portugal.
D. Pedro I faleceu em Sintra em 1834, depois de ainda ter participado das Guerras Liberais portuguesas, onde lutou a favor de sua filha, D. Maria II, cujo trono português fora usurpado por seu tio, D. Miguel I, o qual havia sido indicado regente português anteriormente.